# Hitoši Sogahata
Hitoši Sogahata (japonsko 曽ヶ端 準), japonski nogometaš, * 2. avgust 1979.
Za japonsko reprezentanco je odigral štiri uradne tekme.